# شامل باسایف
شامل سلمان باسایف (چچنی: Шамиль Басаев؛ (زاده ۱۴ ژانویهٔ ۱۹۶۵ - درگذشته ۱۰ ژوئیه ۲۰۰۶) یک فرد نظامی بود.
شامل سلمان (سلمانویچ) باسایف، فرمانده مجلس شورای نظامی چچن و متولد ۱۴ ژانویه ۱۹۶۵ میلادی است. در پی جنگ اول چچن که در بین سال‌های ۱۹۹۴ تا ۱۹۹۶ میلادی روی داد، به عنوان دشمن اول روسیه معرفی شد. مسئولان روسی او را مسئول دو مورد شورشی می‌دانند که در ماه‌های آگوست و سپتامبر ۱۹۹۹ میلادی در جمهوری داغستان در مجاورت چچن به وقوع پیوست. روس‌ها همچنین وی را مسئول موج انفجاراتی می‌دانند که در شهرهای مختلف روسیه انجام گرفت و قربانی آن ۲۳۹ غیرنظامی بودند. باسایف در فوریه سال ۲۰۰۰ میلادی و در هنگامی که مشغول هدایت عملیات فرار مبارزان چچنی از گروزنی، پایتخت چچن بود از روی یک مین رد شد و پای خود را از دست داد. وی سکانداری گروه‌های مسلحی که در آگوست سال ۱۹۹۹ میلادی با هدف ایجاد یک جمهوری اسلامی وارد داغستان شدند، بر عهده داشت. نیروهای روسی به تحرکات نظامی باسایف در داغستان خاتمه بخشیند و حمله گسترده‌ای را برای تعقیب نیروهای وی در چچن انجام دادند.
او فنون جنگی را در جنگ های بسیاری که شرکت کرده بود یاد گرفت ابتدا در جنگ قره باغ کوهستانی در کنار آذربایجانی ها  فنون جنگی را یاد گرفت و سپس در جنگ آبخازیا شرکت کرد و با چند نظامی روس که هم نشینی داشت و تخصص در فنون جنگی داشتند فنون جنگی را فرا گرفت و سپس به افغانستان  رفت و از مجاهدان فنون دیگری را فرا گرفت.